# Playtone
The Playtone Company (stylizowana na ekranach jako PLAY • TONE) – amerykańska wytwórnia telewizyjna i filmowa oraz wytwórnia płytowa założona w 1998 przez aktora Toma Hanksa i producenta Gary’ego Goetzmana.
Jej nazwa wzięła się od „Play-Tone Galaxy” – fikcyjnej firmy fonograficznej będącej twórcą sukcesu także fikcyjnego zespołu rockowego The Wonders, którego historia jest akcją filmu Szaleństwa młodości (That Thing You Do!). Film ten był debiutem reżyserskim Hanksa, z 1996, który był jednocześnie scenarzystą oraz wystąpił w nim, jako odtwórca roli managera zespołu – Mr. White’a.

## Wybrane produkcje

### Filmy
- Szaleństwa młodości (1996)
- Cast Away: Poza światem (2000)
- Moje wielkie greckie wesele (2002)
- Ekspres polarny (2004)
- Wspaniałe pustkowie. Spacer po Księżycu 3D (2005)
- Neil Young: Heart of Gold (2006)
- Po rozum do mrówek (2006)
- A Wilderness of Monkeys (2006)
- Starter for 10 (2006)
- Wojna Charliego Wilsona (2007)
- Mamma Mia! (2008)
- City of Ember (2008)
- The Great Buck Howard (2008)
- Surfer Dude (2008)
- Where the Wild Things Are (2009)

### Seriale
- Kompania braci (2001)
- My Big Fat Greek Life (2003)
- Trzy na jednego (2006)
- John Adams (2008)
- Pacyfik (2010)

### Ścieżki dźwiękowe
- Szaleństwa młodości (1996)
- Dziewczyny z drużyny (2000)
- Josie and the Pussycats (2001)
- Kompania braci (2001)
- Moje wielkie greckie wesele (2002)
- Prawdziwe oblicze Charliego (2002)